# Regionales Schutzgebiet Tres Cañones
Das Regionale Schutzgebiet Tres Cañones, span. Área de Conservación Regional Tres Cañones, tres cañones bedeutet „drei Schluchten“, befindet sich in der Region Cusco in Südzentral-Peru. Das Schutzgebiet wurde am 24. August 2017 eingerichtet. Die Regionalregierung von Cusco ist die für das Schutzgebiet zuständige Behörde. Das Schutzgebiet besitzt eine Größe von 394,85 km². Es dient der Erhaltung einer ursprünglichen Gebirgslandschaft im Andenhochland mit Felsformationen, die aus dem Quartär stammen. Es wird in der IUCN-Kategorie VI als ein Schutzgebiet geführt, dessen Management der nachhaltigen Nutzung natürlicher Ökosysteme und Lebensräume dient.

## Lage
Das Schutzgebiet besteht aus zwei etwa gleich großen Gebieten im Südwesten der Provinz Espinar, die 20 km voneinander entfernt liegen. Die Schutzareale werden im Südwesten bzw. im Süden von einem über 4700 m hohen Gebirgskamm begrenzt, welcher vom Río Apurímac durchschnitten wird.
Der südöstliche Teil (⊙) des Schutzgebietes befindet sich im Distrikt Suyckutambo und liegt größtenteils am rechten Flussufer des Río Apurímac. Ein Großteil des Gebietes wird von dessen rechtem Nebenfluss Río Cerritambo entwässert. Namengebend für das Schutzgebiet ist das Aufeinandertreffen der Schluchten (⊙) von Río Cerritambo, Río Apurímac und Río Callumani. In dem Schutzgebiet am rechten Flussufer des Río Apurímac befindet sich die archäologische Fundstätte Mauk'allaqta (⊙). Diese wird dem Volk der K'ana (Cana), das während der Inka-Zeit existierte, zugeordnet. Eine weitere archäologische Stätte ist Taqrachullu (⊙). Diese befindet sich am linken Flussufer außerhalb des Schutzgebietes.
Der nordwestliche Teil (⊙) des Schutzgebietes befindet sich im Distrikt Coporaque und erstreckt sich über das obere Einzugsgebiet des Río Oquero, eines linken Nebenflusses des Río Apurímac.

## Flora
In dem Areal wächst Puya raimondii, eine seltene hochwachsende Pflanze aus der Familie der Bromeliengewächse.